# 奧克洛科尼灣 (佛羅里達州)
奧克洛科尼灣（英語：Ochlockonee Bay）是位於美國佛羅里達州沃庫拉縣的一個非建制地區。該地的面積和人口皆未知。

## 地理
奧克洛科尼灣的座標為29°58′44″N 84°22′59″W / 29.97889°N 84.38306°W，而該地的平均海拔高度為0米（即0英尺）。